# 프루프포인트 (기업)
프루프포인트(Proofpoint)는 미국 캘리포니아주 서니베일에 기반을 두고 있는 보안 전문회사이다. 인바운드 이메일 보안, 아웃바운드 데이터 손실 예방, 소셜 미디어, 모바일 장치, 디지털 리스크, 이메일 암호화, 전자 디스커버리, 이메일 보관을 위한 SaaS 및 제품을 제공한다.

## 역사
이 회사는 2002년 6월, 넷스케이프 커뮤니케이션스의 전 CTO 에릭 한(Eric Hahn)에 의해 설립되었다. 700만 달러의 시리즈 A 라운드 펀딩을 올린 이후인 2003년 7월 21일 런칭하였고, 최초의 제품을 출시함과 더불어 6곳의 고객사를 배치하였으며 벤처 투자자들인 벤치마크 캐피털과 스탠퍼드 대학교의 후원을 받았다. 2003년 10월에 뉴욕에 위치한 RRE 벤처스 주도의 시리즈 B 펀딩에서 900만 달러를 추가로 받은 것이 발표되었다.
이 회사의 최초의 제품은 중소 기업과 대기업을 위한 프루프포인트 프로텍션 서버(Proofpoint Protection Server)이다.
프루프포인트는 2012년 4월에 상장회사가 되었고, 기업공개(IPO) 당시 이 회사의 주식은 개당 13달러에 거래됐으며 기업공개(IPO)를 통해 630만주 이상을 매입해 8000만 달러 이상을 모았다고 발표했다.
2021년 4월 26일, 프루프포인트는 사모 주식 회사인 토마 브라보(Thoma Bravo)에 인수하기로 합의했다고 발표했다. 거래 규모는 12.3억 달러 (~원화 14.7조)로, 사이버보안 회사 중 역대 가장 큰 규모의 go-private 거래다.

## 제품
- 이메일 시큐리티
- 사이버 시큐리티
- 규제 컴플라이언스
- 디지털 리스크

## 인수
| 날짜             | 회사                                       | 요구액                                       |
| ---------------- | ------------------------------------------ | -------------------------------------------- |
| 2016년 10월 20일 | FireLayers 보관됨 2017-05-23 - 웨이백 머신 | $55M in Cash & Stock                         |
| 2016년 8월 24일  | Return Path                                | $18M - Email Fraud Protection division       |
| 2015년 11월 4일  | Socialware                                 | $9M (terms undisclosed)                      |
| 2015년 3월 2일   | Emerging Threats                           | $40M in Cash & Stock                         |
| 2014년 10월 23일 | Nexgate 보관됨 2017-03-15 - 웨이백 머신    | $35M in Cash                                 |
| 2014년 5월 20일  | NetCitadel 보관됨 2017-03-21 - 웨이백 머신 | $24M in Cash 보관됨 2017-03-21 - 웨이백 머신 |
| 2013년 10월 1일  | Sendmail                                   | $23M (terms undisclosed)                     |
| 2013년 8월 9일   | Armorize Technologies                      | $25M in Cash                                 |
| 2013년 6월 25일  | Abaca Technology Corporation               | Undisclosed Terms                            |
| 2012년 1월 28일  | NextPage                                   | Undisclosed Terms                            |
| 2009년 10월 21일 | Everyone.net                               | Undisclosed Terms                            |
| 2008년 8월 31일  | Secure Data In Montion                     | Undisclosed Terms                            |
| 2008년 6월 24일  | Fortiva                                    | Undisclosed Terms                            |